# Satsang
Il termine Satsang (in sanscrito, m., सत्सङ्ग, satsaṅga, in hindi, m., सत्संग , satsaṅg, da sat = vero, sanga = compagnia) è usato nella religione induista e nella Sant Mat per definire un consesso di persone che tramite il dialogo, l'ascolto, la riflessione e la meditazione si pongano come obiettivo il raggiungimento della realtà, la verità.
L'Induismo attribuisce molta importanza alle compagnie che si frequentano; per questa ragione il Satsang, ovvero la compagnia di persone spiritualmente elevate, è considerata una pratica spirituale a tutti gli effetti poiché porta l'uomo più vicino a Moksha, la liberazione.